# 橋村龍ジョセフ
橋村 龍ジョセフ（はしむら りゅう ジョセフ、2000年8月23日 - ）は、東京都府中市出身のサッカー選手。ポジションはフォワード（FW）。

## 経歴
イギリス人（イングランド）の父親と日本人の母親の間に生まれた。小学校年代からゼルビアフットボールスクールでプレーし、FC町田ゼルビアジュニアユース、同ユースへ昇格。
2017年、クラブ史上最年少でトップチームに2種登録された。同年3月12日、J2第3節のファジアーノ岡山戦でJリーグデビューを果たした。16歳6か月17日での出場は、2007年の菊池大介に次ぐ歴代2位のJ2年少出場記録となった。2018年9月8日、来シーズンからトップ昇格することが発表された。アカデミーからトップ昇格するのは千葉奏汰以来2人目となった。
2019年2月、ブラジルのPSTCへの期限付き移籍が発表された。当初期間は7月21日までだったが、5月31日に期限付き移籍からの復帰が発表された。
2020年12月17日付で契約を解除し、町田を退団した。
2021年2月22日、アルティスタ浅間への加入が発表された。
2023年2月10日、ラインメール青森に完全移籍。しかし1試合の出場しただけでこの年で青森を退団。

### 代表
2017年3月、U-17日本代表に選出され、アメリカ遠征に参加した。

## 所属クラブ
ユース経歴
- 聖ヶ丘SC（多摩市立聖ヶ丘小学校）
  - ゼルビアフットボールスクール
- FC町田ゼルビアジュニアユース（府中市立府中第三中学校）
- FC町田ゼルビアユース（東京都立小川高等学校→第一学院高等学校）
  - 2017年 - 2018年  FC町田ゼルビア（2種登録選手）

プロ経歴
- 2019年 - 2020年12月  FC町田ゼルビア
  - 2019年2月 - 5月  PSTC（期限付き移籍）
- 2021年 - 2022年  アルティスタ浅間
- 2023年  ラインメール青森
- 2024年  府中Hotspur FC (旧Saturnus)
- 2025年  シュワーボ東京

## 個人成績
| 国内大会個人成績 | 国内大会個人成績 | 国内大会個人成績 | 国内大会個人成績 | 国内大会個人成績 | 国内大会個人成績 | 国内大会個人成績 | 国内大会個人成績 | 国内大会個人成績 | 国内大会個人成績 | 国内大会個人成績 | 国内大会個人成績 |
| 年度             | クラブ           | 背番号           | リーグ           | リーグ戦         | リーグ戦         | リーグ杯         | リーグ杯         | オープン杯       | オープン杯       | 期間通算         | 期間通算         |
| 年度             | クラブ           | 背番号           | リーグ           | 出場             | 得点             | 出場             | 得点             | 出場             | 得点             | 出場             | 得点             |
| 日本             | 日本             | 日本             | 日本             | リーグ戦         | リーグ戦         | リーグ杯         | リーグ杯         | 天皇杯           | 天皇杯           | 期間通算         | 期間通算         |
| ---------------- | ---------------- | ---------------- | ---------------- | ---------------- | ---------------- | ---------------- | ---------------- | ---------------- | ---------------- | ---------------- | ---------------- |
| 2017             | 町田             | 40               | J2               | 1                | 0                | -                | -                | 0                | 0                | 1                | 0                |
| 2018             | 町田             | 28               | J2               | 0                | 0                | -                | -                | 1                | 0                | 1                | 0                |
| 2019             | 町田             | 28               | J2               | 0                | 0                | -                | -                | 0                | 0                | 0                | 0                |
| 2020             | 町田             | 28               | J2               | 6                | 0                | -                | -                | -                | -                | 6                | 0                |
| 2021             | 浅間             | 23               | 北信越1部        | 12               | 2                | -                | -                | -                | -                | 12               | 2                |
| 2022             | 浅間             | 9                | 北信越1部        | 5                | 0                | -                | -                | -                | -                | 5                | 0                |
| 2023             | 青森             | 16               | JFL              | 1                | 0                | -                | -                | -                | -                | 1                | 0                |
| 通算             | 日本             | 日本             | J2               | 7                | 0                | -                | -                | 1                | 0                | 8                | 0                |
| 通算             | 日本             | 日本             | JFL              | 1                | 0                | -                | -                | -                | -                | 1                | 0                |
| 通算             | 日本             | 日本             | 北信越1部        | 17               | 2                | -                | -                | -                | -                | 17               | 2                |
| 総通算           | 総通算           | 総通算           | 総通算           | 25               | 2                | -                | -                | 1                | 0                | 26               | 2                |

- 2017・2018年は2種登録選手

出場歴
- Jリーグ初出場 - 2017年3月12日 J2第3節 vsファジアーノ岡山（町田市立陸上競技場）

## 代表歴
- U-17日本代表